# Sennybridge
Sennybridge är en by i community Maescar, i kommunen Powys, i Wales. Byn är belägen 12 km från Brecon. Byn hade 515 invånare år 2021.